# Anyphaena plana
Anyphaena plana là một loài nhện trong họ Anyphaenidae.
Loài này thuộc chi Anyphaena. Anyphaena plana được Frederick Octavius Pickard-Cambridge miêu tả năm 1900.